# Beatrix Jones Farrand

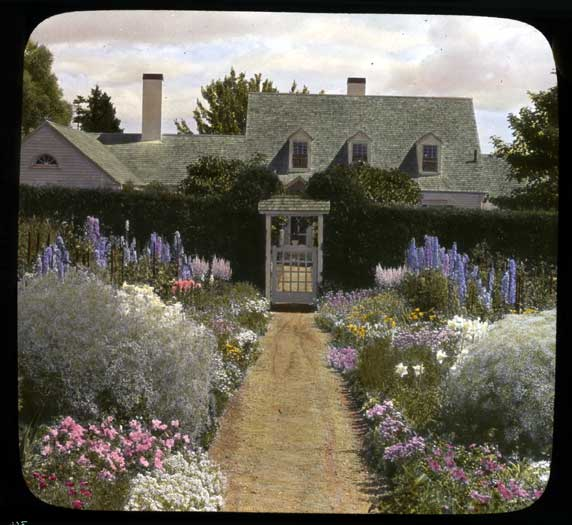
Beatrix Jones Farrand y Ann Leighton Smith, The Farm House, Maine, 1930

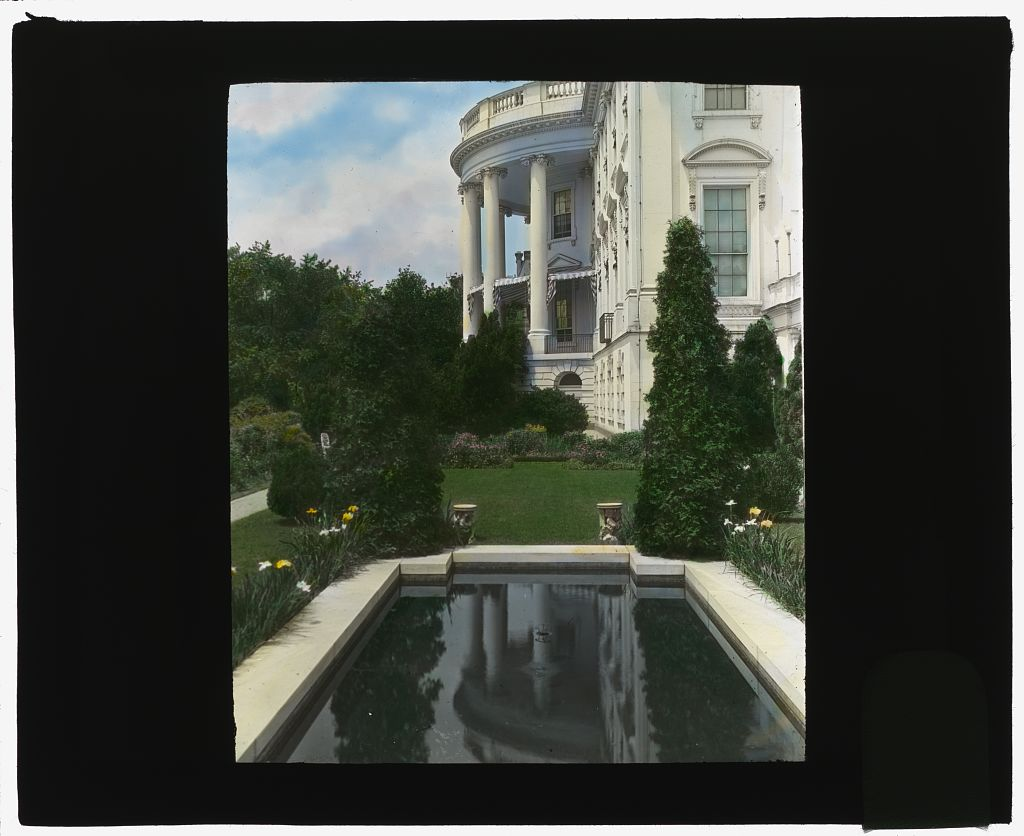
Jardín en la Casa Blanca

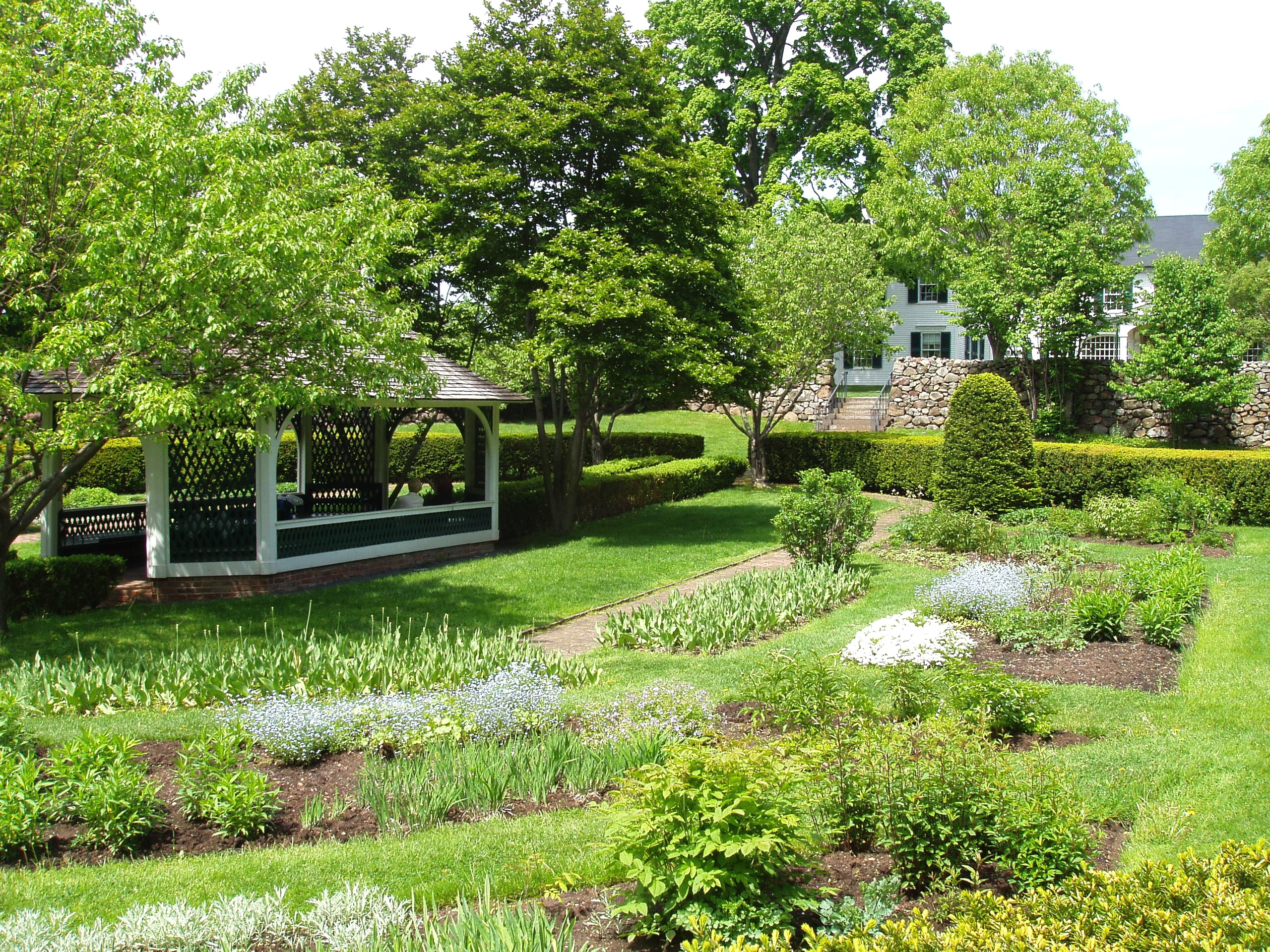
Jardines del Hill-Stead Museum

Dumbarton Oaks

Beatrix Jones Farrand (* 19 de junio de 1872 en Nueva York, EE. UU.; † 28 de febrero de 1959 Mount Desert Island) fue una paisajista estadounidense.

## Biografía
Procedente de una gran familia neoyorquina, se casó con Max Farrand, historiador, en 1913. Era sobrina de Edith Wharton. 
Desde temprana edad, fue una apasionada por la jardinería y se interesó por el paisajismo y por la concepción de los jardines experimentando en la propiedad familiar de Bar Harbor. Se definía ella misma más bien como «jardinera del paisaje» que pasó a paisajista. 
Con clientes célebres como Rockefeller. encargándole proyectos para sus jardines y parques, Beatrix Farrand fue una paisajista de gran influencia sobre la profesión, al menos en Estados Unidos. Es la única mujer miembro fundador del American Society of Landscape Architects. 

## Trayectoria
Como no existían escuelas formales de arquitectura del paisaje, Farrand fue en gran parte autodidacta, fue aprendiendo a través de sus viajes a Europa donde vio de primera mano el trabajo de los diseñadores que en ese momento tanto admiraba, como Gertrude Jekyll y William Robinson. A los veinte años empezó a estudiar Botánica, Jardinería y Ordenación del territorio con Charles Sprague Sargent, botánico y primer director del Arnold Arboretum de la Universidad de Harvard. Posteriormente, estudió Ingeniería y Topografía en la Escuela de Minas de la Universidad de Columbia, en Nueva York y abrió su oficina de arquitectura paisajista a la edad de 23 años.
Su labor fue muy valorada por Mildred y Robert Woods Bliss, con quienes colaboró durante 26 años en Dumbarton Oaks en Washington D. C., un jardín de 10 hectáreas que comenzó a elaborar en 1922 para la familia De Bliss y resultó ser su obra maestra.
Su minuciosidad de enfoque y atención al detalle fueron apreciadas por todos sus clientes. Diseñó pequeños y grandes jardines, entre ellos, importantes campus universitarios en los Estados Unidos, convirtiendo estos espacios de actividad estudiantil en campus-jardines de una inmensa belleza y utilidad social.
Su práctica profesional fue muy innovadora en cuanto a la utilización de materiales nobles, introducción de plantas autóctonas y conexiones entre el paisaje natural y el paisaje diseñado. La paleta de colores utilizada en sus jardines, se ubicaba en las tonalidades de los impresionistas y las utilizaba jugando con la fluorescencia de las plantas según las estaciones del año. La textura de sus diseños siempre entraba en contraste con las estructuras formales del paisaje creado.
Farrand solía reconocer que tenía un “ojo especial” para ajardinar la forma y que su intuición, junto con el estudio disciplinado, su posición social e ingreso independiente, ayudaron indefectiblemente a forjar su camino.
En los campus académicos de Princeton y Yale, Farrand se basó en tres conceptos para su diseño: que las plantas florecieran a lo largo del año académico, que se destacaran en la arquitectura circundante así como también que ocultaran defectos, y que se usaran plantas trepadoras para que la escala reducida de los pequeños espacios entre los edificios quedara disimulada. Sus diseños se destacan por su practicidad, simplicidad y facilidad de mantenimiento. Un comentario del New York Times en 1938 señalaba la admiración de la gente por el trabajo realizado en los campus universitarios de Princeton y Yale, aunque les era difícil creer que el trabajo había sido realizado por una mujer. 
Farrand siempre estuvo interesada en diseñar no sólo para gente pudiente, sino para las nuevas clases medias trabajadoras en crecimiento. Su voluntad de participar en el diseño de espacios verdes en la ciudad de New York y en otros centros urbanos fue ignorada por los políticos del momento, sin embargo esto nunca la desanimó. Sus bocetos realizados para alcaldes y nuevos inversionistas buscaban mostrar las necesidades emergentes en la ciudad como nuevas zonas de esparcimiento y espacios al aire libre asoleados y cómodos para todas las personas.
Como eje conceptual de sus proyectos estaba el de proyectar el paisaje respetando su orden natural, tratando de no cambiar su identidad, su naturalidad. Sus escritos demuestran una contundente base teórica enfocada en la preocupación por el entendimiento del orden natural del paisaje, apuntando a una armonía perfecta entre el diseño y el medio natural existente.
Con un profundo conocimiento de la horticultura y una gran capacidad y sensibilidad para el diseño, creó algunos de los paisajes más extraordinarios de Estados Unidos.

## Principales obras
- El jardín de la familia Bliss Dumbarton Oaks en Washington D. C.
- La residencia de verano de Harkness, Eolia en Waterford, Connecticut, conocida con el nombre de Harkness Memorial State Park.
- La residencia Rockefeller The Eyrie en Seal Harbor, en Maine
- El Sunken Garden de la familia A.A. Pope en el Hill-Stead Museum en Farmington.